# Calodia sulawesiensis
Calodia sulawesiensis är en insektsart som beskrevs av Nielson 1991. Calodia sulawesiensis ingår i släktet Calodia och familjen dvärgstritar. Inga underarter finns listade i Catalogue of Life.